# Стара Силова
Стара Силова (рос. Старая Силовая) — присілок у Волховському районі Ленінградської області Російської Федерації.
Населення становить 41 особу. Належить до муніципального утворення Паське сільське поселення.

## Історія
Згідно із законом № 56-оз від 6 вересня 2004 року належить до муніципального утворення Паське сільське поселення.

## Населення
| 1997 | 2007 | 2010 | 2012 | 2017 |
| ---- | ---- | ---- | ---- | ---- |
| 42   | ↘32  | ↗41  | ↘35  | ↗41  |